# Oyoriket

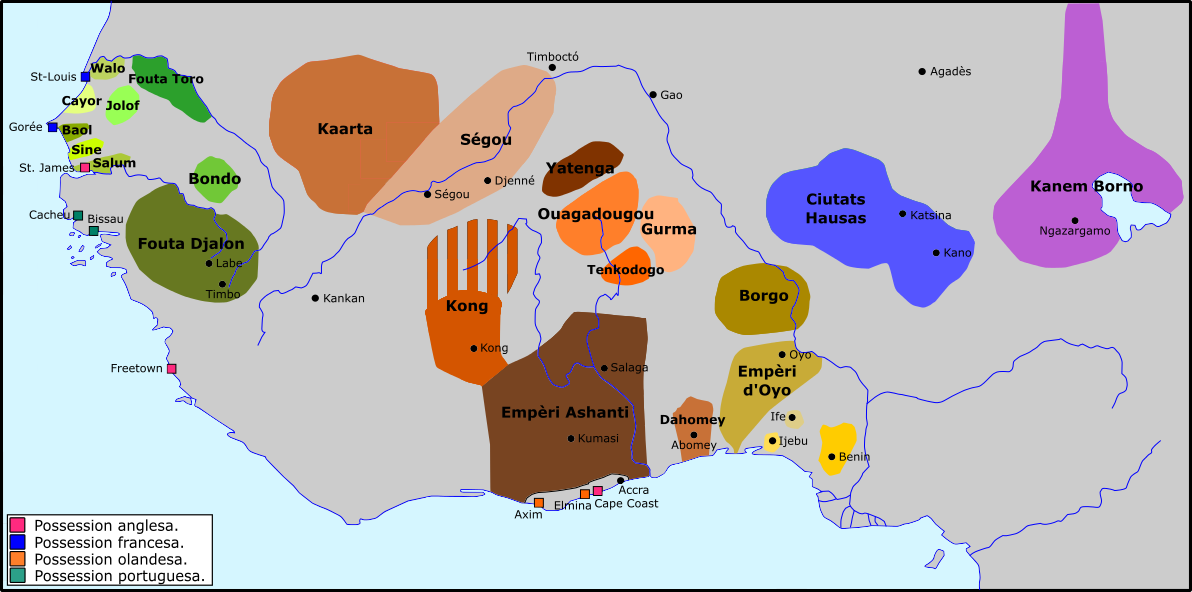
Västafrika under 1700-talet.

Oyoriket, var en historisk stat som låg i nuvarande södra Benin och västra Nigeria mellan 1300 och 1896, med huvudstad i Oyo-Ile (1300–1535) och (1600–1896) Oyo-Igboho (1535-1600).
Det var den största yorubastaten i Afrika och en av de dominerande staterna i Västafrika under 1600- och 1700-talet, då det var en betydande handels- och militärstat som dominerade det närliggande kungariket Dahomey. 
Det splittrades i småstater 1896 och uppgick därefter strax i de brittiska besittningarna i Västafrika.